# Lothar Barke
Lothar Barke (* 20. Januar 1926 in Berlin; † 4. November 2010 in Dresden) war ein deutscher Animationsfilmregisseur und Drehbuchautor, sowie Mitbegründer des in Dresden beheimateten DEFA-Studios für Trickfilme.

## Leben
Nach amerikanischer und französischer Kriegsgefangenschaft wurde Barke 1948 in der Trickfilmklasse der Meisterschule für das Kunsthandwerk Berlin-Charlottenburg aufgenommen. Im Jahr 1950 kam er zur DEFA, wo er Titel und Tricks für populärwissenschaftliche Filme entwarf. Zudem schrieb er das Drehbuch für einen satirischen Kurzfilm namens Katzenmusik, dessen Adaption DEFA-Direktor Sepp Schwab befürwortete. Der Trickfilm lief schließlich im August 1954 als erster DEFA-Animationsfilm in den Lichtspielhäusern der DDR an.
Im Jahr 1955 gehörte Barke zu den Gründungsmitgliedern des DEFA-Studios für Trickfilme in Dresden, dem er mit einjähriger Unterbrechung bis 1991 als Animator und Regisseur angehörte. Zu den Gründern des Studios gehörten weiterhin die Burg-Giebichenstein-Absolventen Christl und Hans-Ulrich Wiemer sowie Katja und Klaus Georgi und Otto Sacher, die das Studio bis zur Liquidation 1990 prägten. Aus Potsdam-Babelsberg kamen neben Lothar Barke noch Kurt Weiler, Johannes Hempel sowie Bruno J. Böttge und Erich Hammer.
Mehrfach verfilmte Barke in seiner Zeit im Trickfilmstudio Kinderbücher, so 1960 Alarm im Kasperletheater nach dem gleichnamigen Kinderbuch von Nils Werner, in dem er der Hauptfigur des Teufels seine Stimme lieh, sowie 1965 Der fliegende Großvater nach einem Kinderbuch von Heinz Behling und Heinz Kahlow. Alarm im Kasperletheater erhielt zahlreiche, auch internationale Preise, darunter 1962 die Silberne Lotusblume des International Film Festival of India.
Barke, der mit dem Prager Frühling sympathisierte, kündigte seinen Vertrag, als sich die DDR 1968 indirekt am Einmarsch in die ČSSR beteiligte und er sich für seine Haltung vor der Belegschaft des Studios rechtfertigen musste. Nachdem er ein Jahr lang freischaffend tätig gewesen war, wurde er 1969 zurück ins DEFA-Studio für Trickfilme geholt, dem er schließlich bis zur Abwicklung 1991 angehörte. Barke verstarb 2010 und wurde auf dem Neuen Annenfriedhof in Dresden beigesetzt.

## Filmografie
Regie und Drehbuch (Animations-Kurzfilme)
| - 1954: Katzenmusik (DEFA-Studio f. populärwiss. Filme) - 1956: Katz und Maus - 1956: Vom Hasen, der nicht lernen wollte - 1956: Das Strichmännchen - 1958: Kann ein Huhn so was tun? - 1959: Sechse kommen durch die ganze Welt - 1959: Tante Minna und der polytechnische Unterricht - 1960: Alarm im Kasperletheater - 1963: Miau - 1964: Aprikosenbäumchen - 1965: Pardon - 1965: Der fliegende Großvater - 1965: Ich bin doch wer | - 1967: Der kleine Angsthase - 1971: Vater und die VMI - 1971: Der arme Müllerbursch und das Kätzchen - 1971: Spann mal aus, Liebling - 1972: Die geflügelte Schlange - 1973: Heurekas Abenteuer – Im Gebirge - 1973: Heurekas Abenteuer – Beim Angeln - 1975: Heurekas Abenteuer – Die Flaschenpost - 1977: Das gibt es nicht - 1978: Vor dem Tag - 1979: Rosaura - 1985: Das gestohlene Gesicht - 1988: Vom Knaben, der das Hexen lernen wollte - 1990: Das Geheimnis des alten Schlosses |

## Auszeichnungen
- 1962: International Film Festival of India, Silberne Lotusblume, für Alarm im Kasperletheater
- 1975: Artur-Becker-Medaille in Silber
- 1986: Kunstpreis der DDR für seine Verdienste als Regisseur
- 1987: Goldener Spatz 1987, „Goldener Spatz“ in der Kategorie Animation für Das gestohlene Gesicht
- 1987: Goldener Spatz 1987, Ehrenpreis der Kinderjury in der Kategorie Animation für Das gestohlene Gesicht
- 1989: Goldener Spatz 1989, Ehrenpreis in der Kategorie Animation für Vom Knaben, der das Hexen lernen wollte